# Contusus
Contusus is een geslacht van straalvinnige vissen uit de familie van kogelvissen (Tetraodontidae).

## Soorten
- Contusus brevicaudus Hardy, 1981
- Contusus richei (Fréminville, 1813)